# Joseph Kent

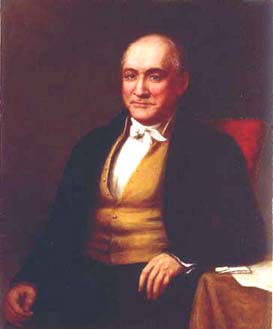
Joseph Kent (Gemälde von Charles Bird King)

Joseph Kent (* 14. Januar 1779 im Calvert County, Maryland; † 24. November 1837 bei Bladensburg, Maryland) war ein US-amerikanischer Politiker und von 1826 bis 1829 Gouverneur des Bundesstaates Maryland, den er außerdem in beiden Kammern des Kongresses vertrat.

## Frühe Jahre und politischer Aufstieg
Joseph Kent besuchte die Lower Marlboro Academy und studierte anschließend Medizin. Nach seinem Examen begann er in Lower Marlboro und Bladensburg zu praktizieren. Um das Jahr 1807 erwarb er „Rosemount“, ein größeres Anwesen in der Nähe von Bladensburg. Seither war er neben seiner medizinischen Tätigkeit auch als Farmer tätig. Damals war er auch als Oberstleutnant Militärarzt der Miliz von Maryland.
Im Jahr 1810 wurde er als Mitglied der Demokratisch-Republikanischen Partei ins US-Repräsentantenhaus gewählt. Dort absolvierte er zwischen dem 4. März 1811 und dem 3. März 1815 zwei Legislaturperioden. Er war zeitweise Vorsitzender des Ausschusses zur Verwaltung des District of Columbia. Kent unterstützte auch den Krieg von 1812. Nach einer vierjährigen Unterbrechung war er zwischen 1819 und 1826 nochmals Abgeordneter im Repräsentantenhaus, wobei er nochmals Vorsitzender des District-of-Columbia-Ausschusses war.

## Gouverneur von Maryland und US-Senator
Nachdem er von der Legislative seines Staates Maryland zum neuen Gouverneur gewählt worden war, trat Kent von seinem Mandat im Kongress zurück. Zwischen dem 2. Januar 1826 und dem 15. Januar 1829 amtierte er dann, nach zweimaliger Wiederwahl, als Gouverneur. In dieser Zeit wurde die Baltimore and Ohio Railroad gegründet, die in den kommenden Jahren mit dem Aufbau eines Eisenbahnnetzes beginnen sollte. Die Verbesserung der Infrastruktur in Maryland war eines der Hauptziele des Gouverneurs. Ebenfalls unter Gouverneur Kent wurde eine Gefängnisreform beschlossen. Kent setzte sich auch für eine Verbesserung des Schulwesens ein.
Nach dem Ende seiner Amtszeit wurde Kent im Jahr 1832 als Nationalrepublikaner in den US-Senat gewählt. Dort löste er Senator Samuel Smith ab. Dieses Amt übte er seit dem 4. März 1833 bis zu seinem Tod am 24. November 1837 aus; während dieser Zeit schloss er sich den Whigs an. Auch als Senator war er Vorsitzender des Ausschusses zur Verwaltung des District of Columbia. Damit knüpfte er an seine frühere Tätigkeit im Repräsentantenhaus an. Kent war ein Gegner der Bank of the United States. In diesem Punkt unterstützte er Präsident Andrew Jackson. Allerdings hat Kent aufgrund seines schlechten Gesundheitszustandes insgesamt nur an vier Sitzungen des Senats teilgenommen. Er starb an den Verletzungen, die er sich bei einem Sturz von einem Pferd zugezogen hatte. Sein Nachfolger im Senat wurde dann William Duhurst Merrick. Joseph Kent war zweimal verheiratet und hatte insgesamt elf Kinder.